# Мидо (тауншип, Миннесота)
Мидо (англ. Medo) — тауншип в округе Блу-Эрт, Миннесота, США. На 2000 год его население составило 374 человека.

## География
По данным Бюро переписи населения США площадь тауншипа составляет 92,5 км², из которых 90,6 км² занимает суша, а 1,9 км² — вода (2,10 %).

## Демография
По данным переписи населения 2000 года здесь находились 374 человека, 126 домохозяйств и 105 семей.  Плотность населения —  4,1 чел./км².  На территории тауншипа расположена 131 постройка со средней плотностью 1,4 построек на один квадратный километр. Расовый состав населения: 97,33 % белых, 1,60 % — других рас США и 1,07 % приходится на две или более других рас. Испанцы или латиноамериканцы любой расы составляли 2,41 % от популяции тауншипа.
Из 126 домохозяйств в 36,5 % воспитывались дети до 18 лет, в 76,2 % проживали супружеские пары, в 4,8 % проживали незамужние женщины и в 15,9 % домохозяйств проживали несемейные люди. 14,3 % домохозяйств состояли из одного человека, при том 8,7 % из — одиноких пожилых людей старше 65 лет. Средний размер домохозяйства — 2,97, а семьи — 3,27 человека.
28,6 % населения младше 18 лет, 7,2 % в возрасте от 18 до 24 лет, 26,5 % от 25 до 44, 21,9 % от 45 до 64 и 15,8 % старше 65 лет. Средний возраст — 38 лет. На каждые 100 женщин приходилось 110,1 мужчин.  На каждые 100 женщин старше 18 приходилось 107,0 мужчин.
Средний годовой доход домохозяйства составлял 42 159 долларов, а средний годовой доход семьи —  41 111 долларов. Средний доход мужчин —  29 643  доллара, в то время как у женщин — 19 375. Доход на душу населения составил 16 418 долларов. За чертой бедности находились 11,2 % семей и 10,8 % всего населения тауншипа, из которых 17,1 % младше 18 и 5,6 % старше 65 лет.